# Directorio (subte de Buenos Aires)
Directorio será parte de la red de subterráneos de la Ciudad de Buenos Aires. La estación se encontrará en Avenida Directorio y Del Barco Centenera sobre la línea I de subterráneos, del barrio porteño de Parque Chacabuco.
Se prevé su construcción en la intersección de la avenida Directorio y la calle Emilio Mitre.